# San Francisco Film Critics Circle Awards 2005
Na 4. ročníku udílení cen San Francisco Film Critics Circle Awards byly předány ceny v těchto kategoriích dne 12. prosince 2005.

## Vítězové
Nejlepší film: Zkrocená hora

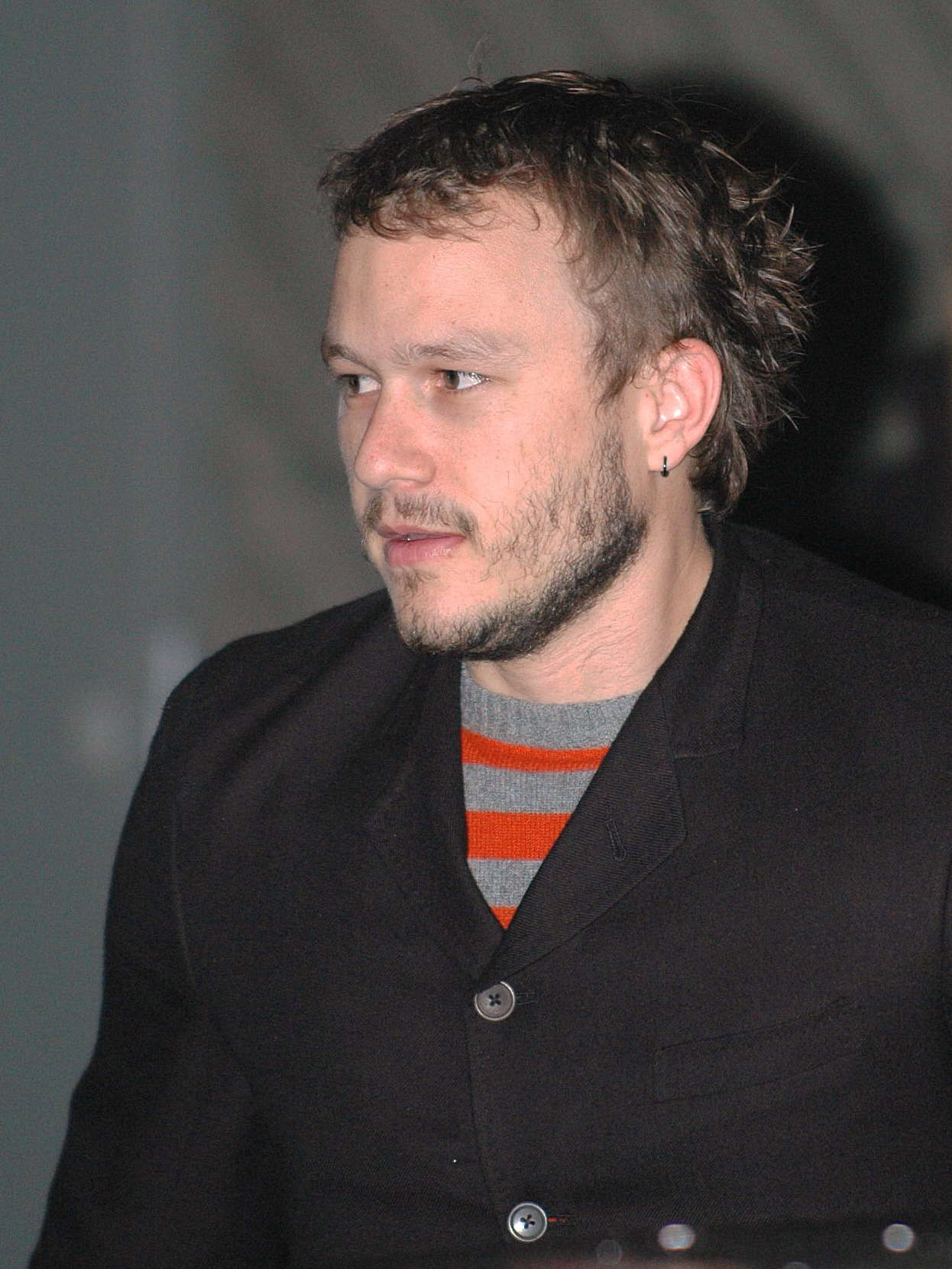
Heath Ledger, vítěz v kategorii nejlepší mužský herecký výkon v hlavní roli

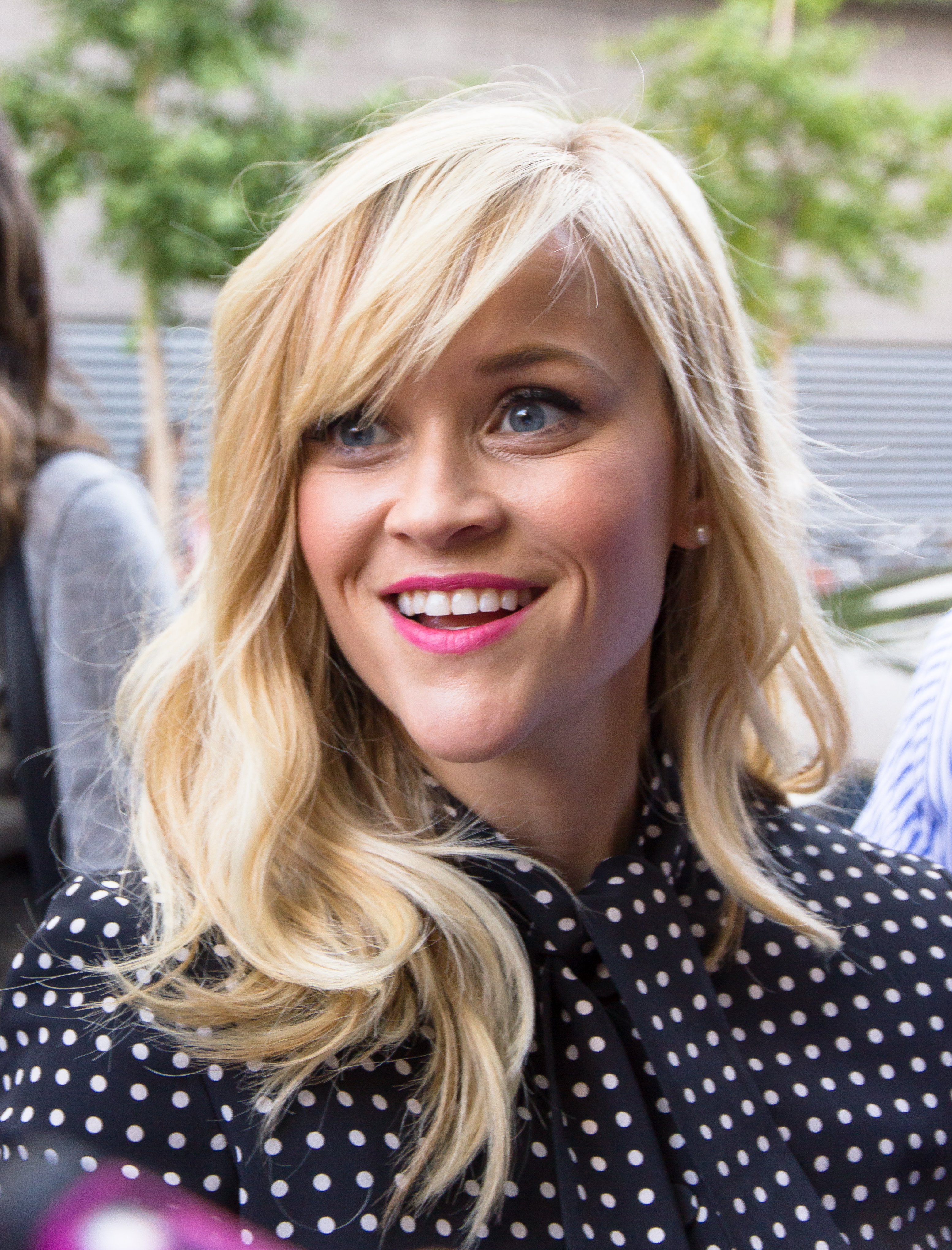
Reese Witherspoonová, vítězka v kategorii nejlepší ženský herecký výkon v hlavní roli

Nejlepší režisér: Ang Lee – Zkrocená hora
Nejlepší scénář: George Clooney a Grant Haslov – Dobrou noc a hodně štěstí
Nejlepší herec v hlavní roli: Heath Ledger – Zkrocená hora
Nejlepší herečka v hlavní roli: Reese Witherspoonová – Walk the Line
Nejlepší herec ve vedlejší roli: Kevin Costner – Vztekle tvá
Nejlepší herečka ve vedlejší roli: Amy Adamsová – Junebug
Nejlepší cizojazyčný film: Utajený (Francie/Rakousko/Německo/Itálie/Spojné státy americké)
Nejlepší dokument: Grizzly Man
Ocenění Marlon Riggs: Jenni Olson – The Joy of Life